# St. Vitus (Utzenhofen)

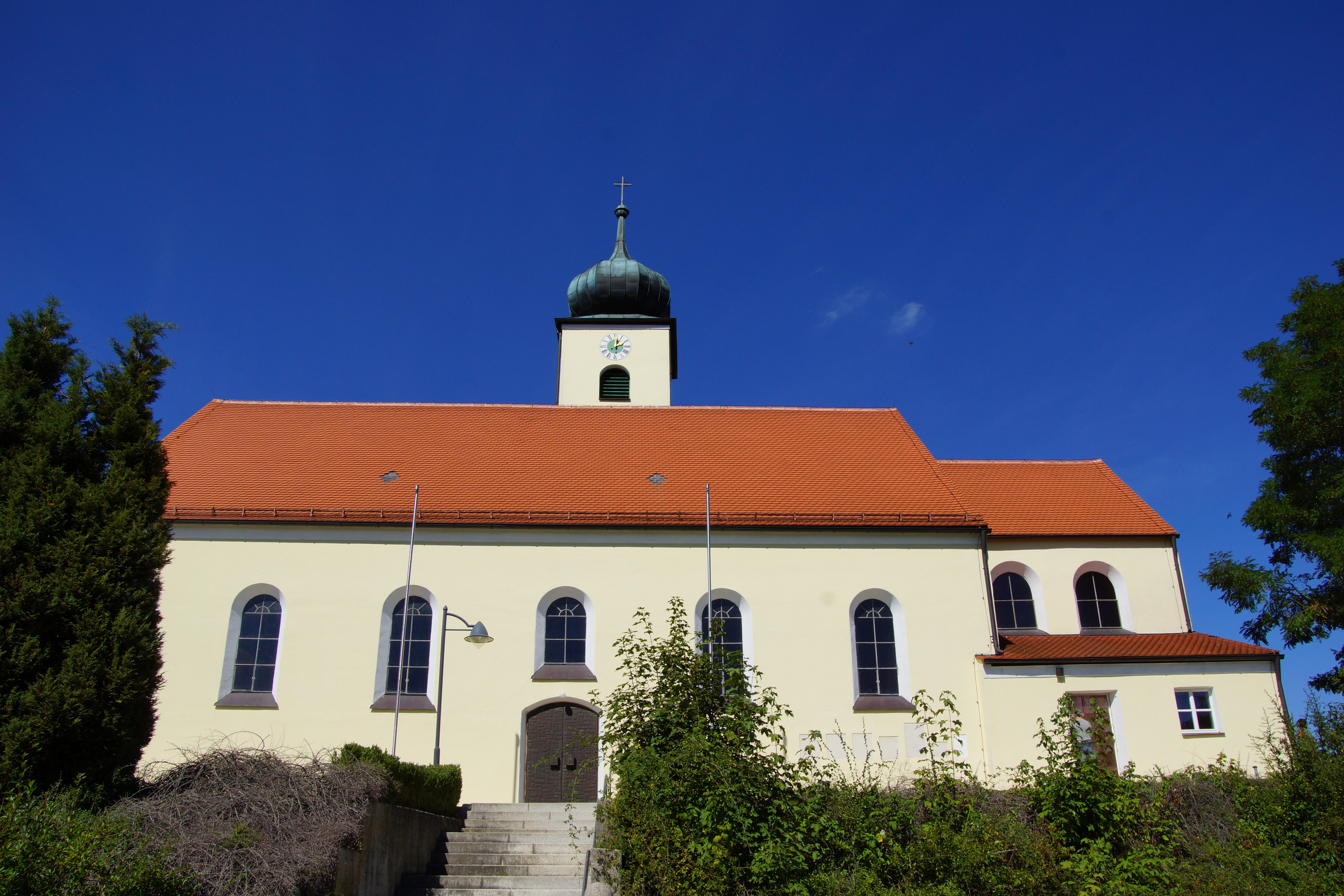
St. Vitus (Utzenhofen)

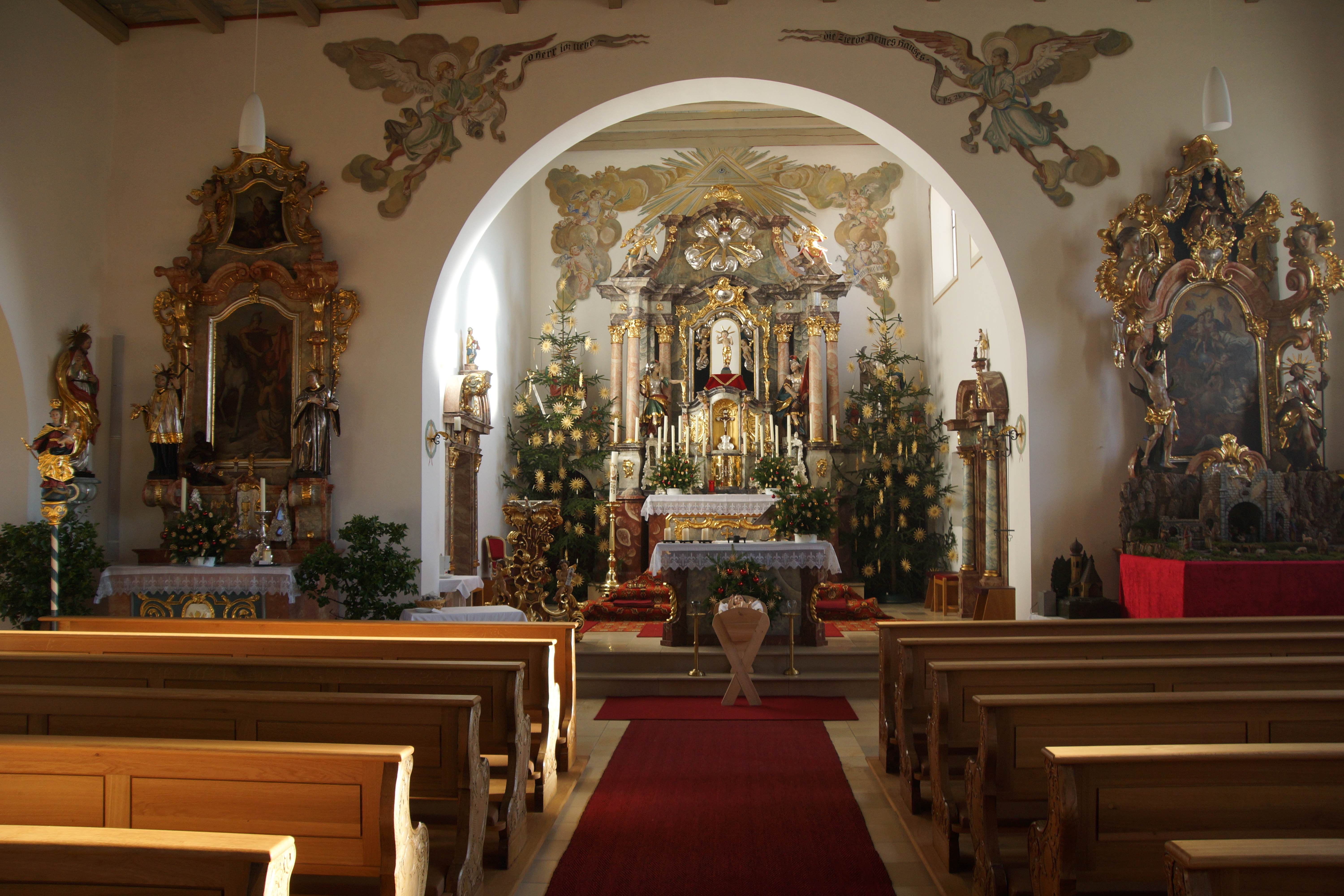
Innenansicht

Die römisch-katholische, denkmalgeschützte Pfarrkirche St. Vitus steht in Utzenhofen, einem Gemeindeteil des Marktes Kastl im Landkreis Amberg-Sulzbach in der Oberpfalz. Die Kirche gehört zum Bistum Regensburg. Das Bauwerk ist unter der Denkmalnummer D-3-71-132-75 als Baudenkmal in die Bayerische Denkmalliste eingetragen.

## Beschreibung
Die Saalkirche wurde 1938 unter Verwendung der Nord- und Westwand zweier mittelalterlicher Vorgängerbauten aus dem 11./12. und dem 14. Jahrhundert erbaut. Als ältester Vorgängerbau ist eine karolingische Holzkirche archäologisch gesichert, die wahrscheinlich in der ersten Hälfte des 10. Jahrhunderts bei einem der Ungarneinfälle durch Feuer zerstört wurde. Die mittelalterlichen Kirchen waren offenbar Bestandteil einer Burganlage auf dem Terrassenspron über dem Wirlbachtal, die namentlich nicht in den Schriftquellen erscheint. 
Der heutige Bau besteht aus einem Langhaus, einem eingezogenen, gerade geschlossenen Chor im Osten, die beide mit Satteldächern bedeckt sind. An der Südwand des Chors ist die Sakristei angebaut. Der Kirchturm steht an der Nordwand des Langhauses. Sein oberstes Geschoss beherbergt die Turmuhr und den Glockenstuhl. Er ist mit einer Zwiebelhaube bedeckt.
Der Innenraum des Langhauses ist mit einer Kassettendecke überspannt. Zur Kirchenausstattung gehört ein Hochaltar aus dem 18. Jahrhundert, der von sechs Säulen flankiert wird, zwischen denen die Statuen des heiligen Georg und des heiligen Florian stehen. In einer Nische steht die Statue des heiligen Vitus. Über den seitlichen Durchlässen stehen die Statuen des heiligen Paulus und des heiligen Bartholomäus. Auf der Empore steht eine Orgel der Firma Weise (1979, 15/II/P), eine Generalsanierung ist in Planung.